# ファーラー

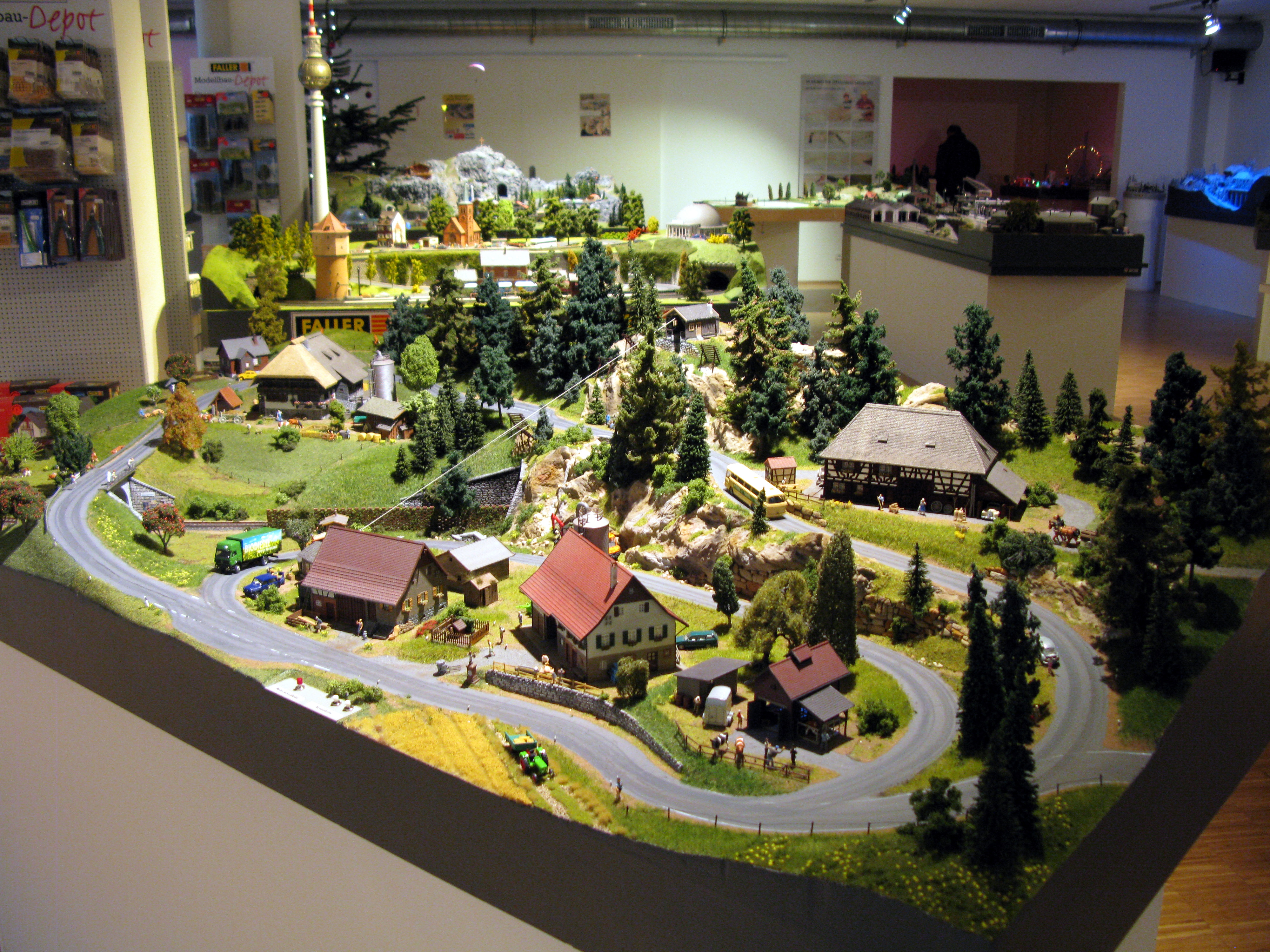
ファーラー社のショールーム

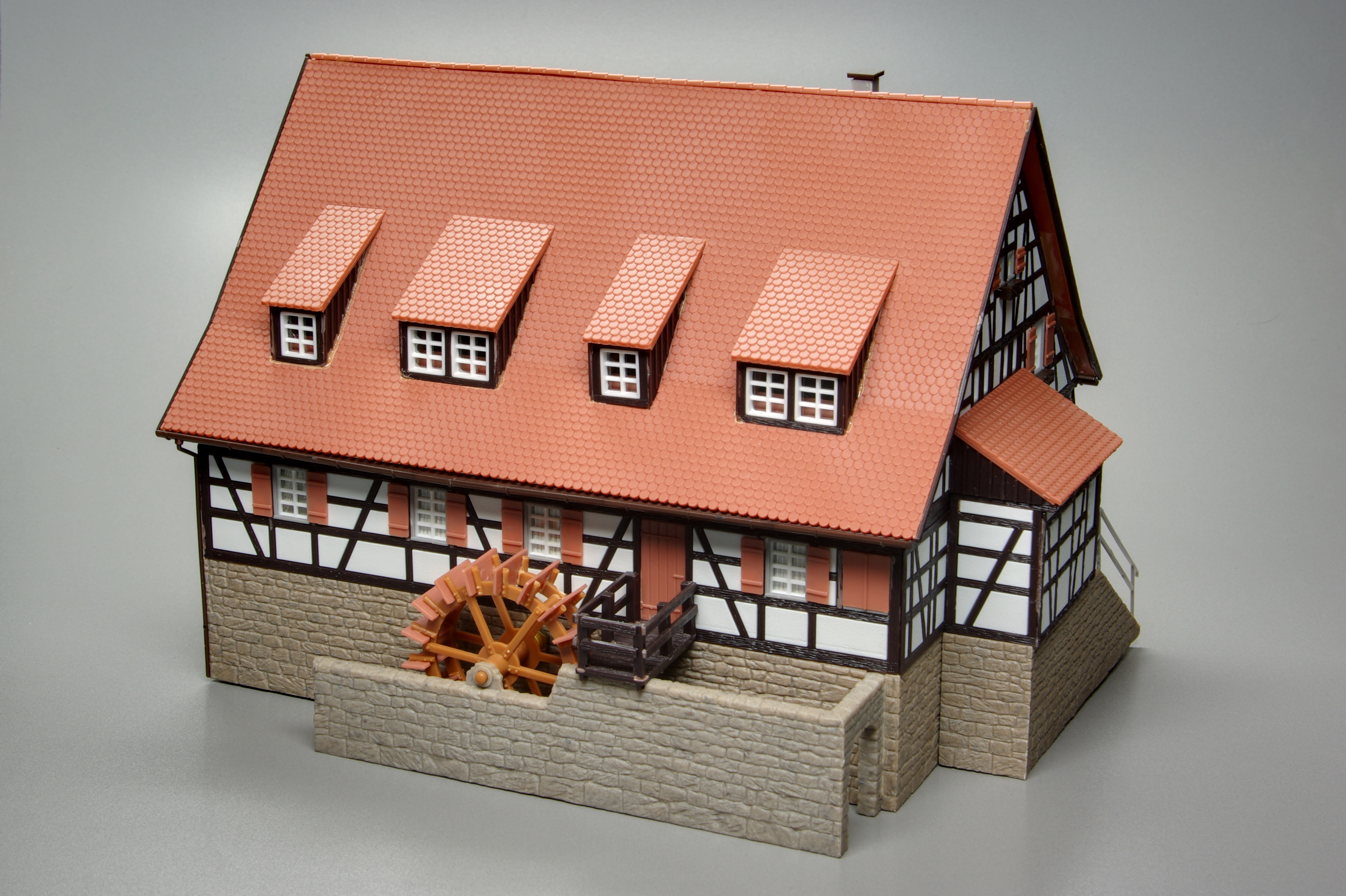
ファーラー社の建物模型の一例（完成作例）。他のドイツのメーカーの建物キットと同様に、塗装を施さずに成型色のまま組み上げても違和感なく仕上がるようになっている

ファーラー(FALLER)はドイツの玩具メーカーである。1946年、エドウィン/ハーマン・ファーラー兄弟によりシュトゥットガルトで創業した。のちに、兄弟の故郷であるグーテンバッハに移転している。
今日、ファーラーは鉄道模型用のキット、アクセサリーや情景用品の製造・販売に特化しているが、過去には航空機のキット、「オート・モーター・スポーツ」(AMS)ブランドのスロットレーシング関連商品、ダイキャスト製ミニカーといった様々な種類の模型・玩具を扱っていた。
今日では鉄道模型の住居や商業ビル、橋梁、遊園地遊具といったストラクチャー、情景用品、カーシステム(後述)をH0、N、TT、Zスケールで製造・販売している。
1997年からは2018年現在Gスケールのみを扱っているポーラ(Pola)社のブランドを買い取り、他のスケールで展開している。
ファーラー社の古い製品は今日ではカタログ共々コレクションの対象ともなっている。

## カーシステム

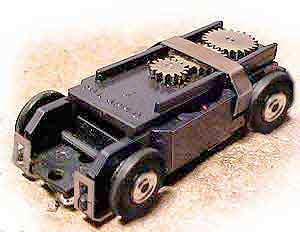
Faller/Aurora式のスロットカー用シャーシ

1960年代から'80年代にかけて、ファーラーはオーロラ・モデル・モーター社に類似しながらも独自のシステムで「オート・モーター・スポーツ」(AMS)ブランドのスロットカー製品を展開していた。

車の縮尺は1/65であったが、1/87の鉄道模型でも用いることが出来た。

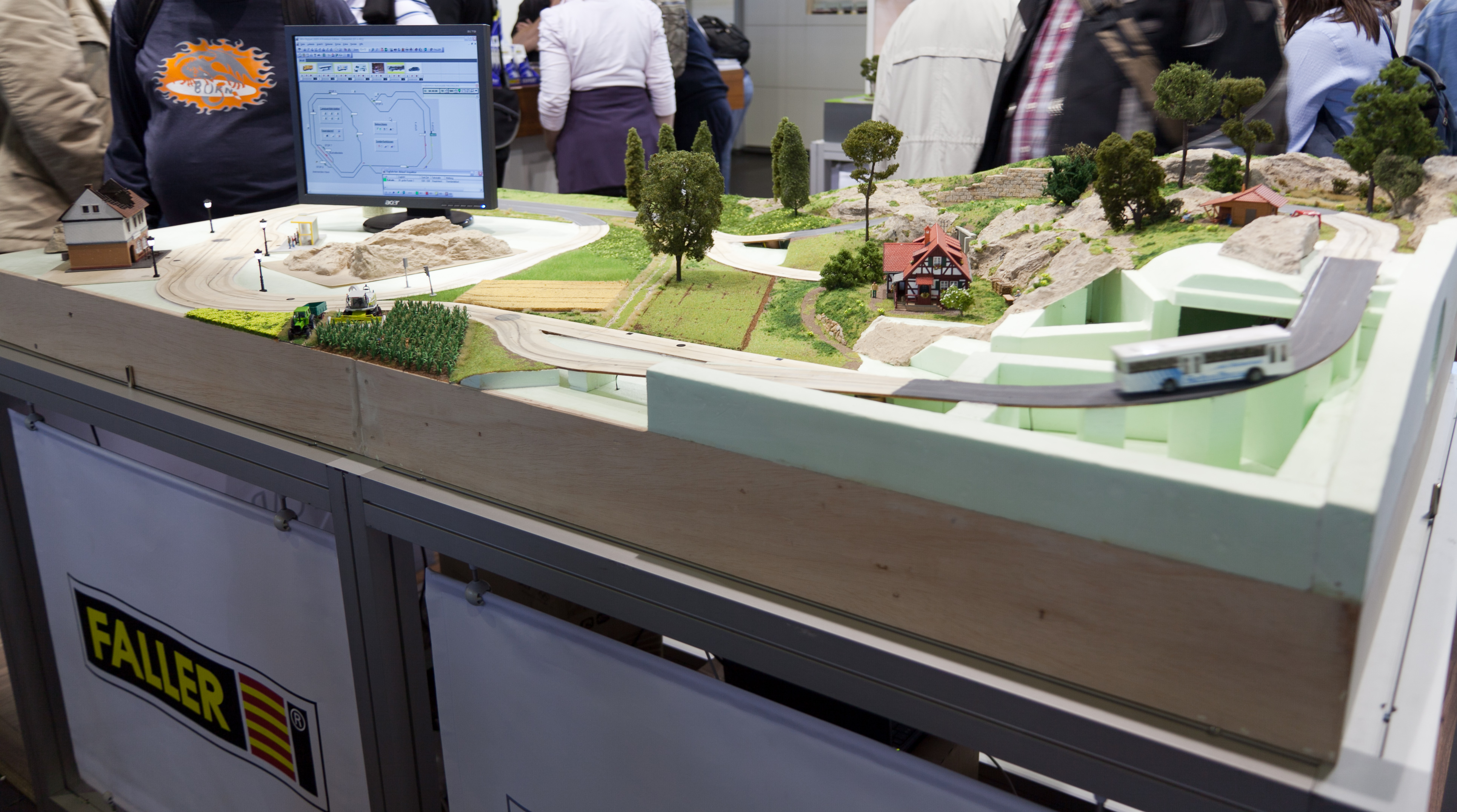
HOスケールの「カーシステム」

ファーラーが供給しているカーシステム(Car System)は、電池を搭載したHOおよびNスケールの車をステアリング装置に取り付けられた磁石を用いて誘導するものである。
道路の表面の裏に隠された針金を磁石が辿ることで、ガイドレールなしに自動車を走行させることができる。このシステムはハンブルクの「ミニチュアワンダーランド（miniature wonderland）」でも用いられている。このシステムでは車を停車させることに加えて、交差点で任意の方向に分岐させることができる。さらに、センサーを用いることで交通信号を組み込み、更にリアルな情景を作り出すこともできる。
2013年にはファーラーはコンピューターで制御する「デジタル・カーシステム」を発売した。
なお、同じ方法でバスを走行させる「バスコレ走行システム」は日本のトミーテックからも発売されており、ファーラーが代理店となってドイツ国内でも販売されている。
このシステムがドイツ国内で特許を取得しているのかどうかは不明である。

## 遊園地遊具模型
ファーラー社は遊園地のアトラクションの模型製品を20年以上に渡って展開しており、その種類は100以上にのぼる。当初の多くの製品は改良された新製品に置き換わっている。ラインナップの中心はHOスケールで、Nスケールでも一部の製品が発売されている。